# Enrico Cassani
Enrico Cassani (Melzo, 15 febbraio 1972) è un ex ciclista su strada italiano, professionista dal 1997 al 2003 e vincitore di una tappa al Giro d'Italia 2000.

## Carriera
Iniziò a correre a Cassano d'Adda, per poi passare alla Ciclistica Trevigliese da Juniores, categoria che nel 1990 lo lanciò all'attenzione nazionale grazie al titolo italiano nella cronometro individuale. Tra i dilettanti gareggiò per cinque anni, vincendo alcune gare del calendario nazionale, tra cui, nel 1995, la Coppa Mobilio Ponsacco in linea.
Buon passista, debuttò tra i professionisti nel 1997 con il Team Polti di Gianluigi Stanga, svolgendo compiti di gregariato. Il momento più importante della sua carriera è datato 26 maggio 2000, quando a Feltre regolò i sedici compagni di fuga imponendosi nella dodicesima tappa del Giro d'Italia 2000. Nel 2001 passò alla belga Domo-Farm Frites, con la quale ottenne buoni piazzamenti e si distinse per l'aiuto fornito al proprio capitano Johan Museeuw nelle classiche del Nord.
Nel novembre 2002 firmò con il team Alessio. Tuttavia nel seguente mese di marzo fu trovato positivo a due controlli antidoping, effettuati durante la Tirreno-Adriatico e la Milano-Sanremo, che evidenziarono l'assunzione di EPO e provocarono la sospensione dalla propria squadra. La successiva squalifica lo esclude dalle competizioni per un anno, con scadenza a giugno 2004. Al termine della squalifica entrò in contatto con la squadra Vini Caldirola senza tuttavia trovare l'accordo, situazione che di fatto pose fine alla carriera.

## Palmarès
- 1990 (Juniores)

Campionati italiani, Prova a cronometro Juniores
- 1993 (Dilettanti)

Coppa Caduti Nervianesi
- 1994 (Dilettanti)

Gran Premio Papà Cioli
- 1995 (Dilettanti)

Gran Premio Delfo
- 1996 (Dilettanti)

Trofeo Francesco Gennari
Gran Premio Artigiani Sediai e Mobilieri
Coppa Mobilio Ponsacco (in linea)
- 2000

12ª tappa Giro d'Italia (Bibione > Feltre)

## Piazzamenti

### Grandi Giri
- Giro d'Italia

1997: 106º
1998: fuori tempo (17ª tappa)
1999: 69º
2000: 76º
- Tour de France

2000: ritirato (12ª tappa)
2001: 143º
2002: 124º
- Vuelta a España

1999: non partito (14ª tappa)

### Classiche monumento
- Milano-Sanremo

1997: 149
1998: 99º
2000: 13º
2001: 105º
2002: 24º
- Giro delle Fiandre

1998: 29º
1999: 30º
2000: 36º
2002: 7º
2003: 23º
- Parigi-Roubaix

1999: 28º
2001: 20º
2002: 10º